# CASA 2.111
2.111 / C-2111
飛行する2.111B (1968年撮影)
- 用途：爆撃機
- 分類：爆撃機
- 製造者：コンストルクシオネス航空機社（CASA）
- 運用者： スペイン（スペイン空軍）
- 初飛行：1945年5月23日
- 生産数：236機
- 生産開始：1945年（1956年まで[1]）
- 退役：1973年

2.111は、スペインのCASA（カーサ）社でライセンス生産されたHe 111派生の中型爆撃機である。
この2.111は、外観上は第二次世界大戦中のHe 111Hと本質的に同じ機体そのものを使用していたが、重武装や果てにはロールス・ロイス社のマーリンエンジンを装備したように後に細部がかなり異なっていった機体であった。スペイン軍ではC-2111との呼称で呼ばれた。

## 設計と開発
スペイン内戦中の1937年にナショナリスト軍空軍は、ドイツから多数のHe 111Bの引き渡しを受けた。この引き渡しは改良型のHe 111Dに始まり、内戦終結後のHe 111Eまで続いた。より近代化された機体への要望があったため、1940年にCASAはハインケル社とセビリアで新型のHe 111 H-16を200機生産する契約の交渉を行った。第二次世界大戦の最中であったためドイツ側からの援助はほとんど受けられず、生産準備の進捗は緩慢としたものであった。
スペインはフランス国内にユンカース ユモ 211F-2エンジンの保管場所を手配し、これにより130基のユモ・エンジンを完成させることができた（但し、部品取りエンジンが必要だったため実際に納入できたのは117基のみ）。このようにして完成した機体には、中型爆撃機の2.111A、偵察爆撃機の2.111C、複式操縦装置付き練習機の2.111Fという3種類があった。

## 運用
最初のCASA製の機体は1945年5月23日に初飛行を行った。
大戦が終了するとドイツ産のユンカース製エンジンの入手が困難となり、CASAはこれをロールス・ロイス マーリン 500に換装することにした。1956年4月に173基のマーリンエンジンが発注され、元々はロールス・ロイス社がボーファイター IIのために開発し、後にアブロ ランカスター機にも使用されたクラフティ式ナセルに装着された。新たにマーリンエンジンを与えられた爆撃機と偵察爆撃機は、あるものはエンジンを換装され、あるものは新造機として各々2.111Bと2.111Dになった。9名が搭乗可能な輸送機型の2.111T8も開発されて製造された。スペインの2.111 は、1960年代まで現役を務め、輸送機型は1970年代初めまで使用された。多くの機体は1960年代には退役したが、ハインケル He111との外観上の近似性から『空軍大戦略』や『パットン大戦車軍団』といった映画で退役後も活用された。
CASA 2.111は1957-1958年のイフニ戦争において近接航空支援の任務で実戦に使用された。

## 諸元

### 2.111B
出典: Jane's All The World's Aircraft 1953–54
諸元
- 乗員: 5
- 全長: 16.4 m （53 ft 10 in）
- 全高: 3.9 m （12 ft 10 in）
- 翼幅: 22.5 m（73 ft 10 in）
- 翼面積: 86.5 m2 （931 ft2）
- 最大離陸重量: 14,000 kg （30,865 lb）
- 動力: ロールス・ロイス マーリン 500-29 V型12気筒 液冷エンジン、1,176 kW （1,577 hp）   × 2

性能
- 最大速度: 440 km/h （238 kn） 273 mph
- 航続距離: 1,950 km （1,053 nmi） 1,212 mi
- 実用上昇限度: 7,800 m （25,591 ft）

武装
- ブレダ [[SAFAT>ブレダSAFAT機関銃]]12.7㎜機銃×1

MG157.92㎜機銃×2
- 爆弾: 250kg爆弾×8発

ないし10kg爆弾×28発
ないし8kg爆弾×32発

## 派生型
2.111A
ユンカース ユモ 211 エンジンを搭載したHe-111H-16のライセンス生産
2.111C
偵察機型
2.111F
練習機型
2.111B
エンジンをロールス・ロイス マーリン 500-29に換装
2.111D
マーリンエンジン搭載の偵察機型
2.111E
輸送機型

## 現存する機体
| 型名    | 番号 | 機体写真 | 国名         | 所有者                                            | 公開状況 | 状態     | 備考 |
| ------- | ---- | -------- | ------------ | ------------------------------------------------- | -------- | -------- | ---- |
| C-2111B | 005  |          | ドイツ       | ジンスハイム自動車・技術博物館                    | 公開     | 静態展示 |      |
| C-2111B | 025  |          | ドイツ       | ドイツ博物館 シュライスハイム航空館               | 公開     | 静態展示 |      |
| C-2111B | 053  |          | イギリス     | ダックスフォード帝国戦争博物館                    | 公開     | 修復中   |      |
| C-2111F | 108  |          | スペイン     | スペイン航空宇宙博物館                            | 公開     | 静態展示 |      |
| C-2111D | 123  |          | フランス     | ル・ブルジェ航空宇宙博物館                        | 公開     | 静態展示 |      |
| C-2111B | 125  |          | ドイツ       | ベルリン・ガトウ空港軍事歴史博物館                | 公開     | 静態展示 |      |
| C-2111D | 145  |          | ドイツ       | ピーター・ユニォア飛行機展示場                    | 公開     | 静態展示 |      |
| C-2111B | 150  |          | オーストリア | 不明                                              | 不明     | 不明     |      |
| C-2111B | 152  | 写真     | アメリカ     | 国立アメリカ空軍博物館                            | 非公開   | 保管中   |      |
| C-2111E | 155  |          | アメリカ     | キャヴァナー飛行博物館                            | 公開     | 静態展示 |      |
| C-2111B | 167  | 写真     | イギリス     | サウスエンド航空機博物館                          | 公開     | 静態展示 |      |
| C-2111B | 169  |          | イギリス     | ヴァルカン・ウォーバーズ社 (Vulcan Warbirds Inc.) | 公開     | 静態展示 |      |